# Lámina reticular
La lámina reticular es una capa de grosor variable existente en muchas ocasiones bajo la lámina basal y que, junto con esta, forma la membrana basal.
Formada, principalmente, de fibrillas reticulares sintetizadas por las células conjuntivas a las que separan del tejido epitelial supradyacente.